# I prodigi del 2000
I prodigi del 2000 (Just Imagine) è un film del 1930 diretto da David Butler. È una commedia musicale fantascientifica ambientata a 50 anni di distanza nel futuro e prodotta negli anni della Grande depressione.
Il film ebbe una candidatura nel 1931 al premio Oscar alla migliore scenografia.

## Trama
New York, un 1980 del futuro. Single 0, un uomo che era morto folgorato nell'anno 1930 mentre giocava a golf, viene resuscitato da un gruppo di medici e scienziati. La città è assai cambiata: la circolazione da stradale è divenuta aerea, con un notevole traffico di mezzi volanti. Gli abitanti non hanno un nome, ma un numero. I matrimoni sono ora stabiliti dal governo e i bambini vengono fatti nascere in modo artificiale.
Single 0 viene a conoscere LN-18, una bella brunetta corteggiata da due diversi uomini, J-21 e MT-30. Benché le autorità abbiano già scelto MT-30 come futuro marito della ragazza, ella ama J-21 e ne è ricambiata.
Single 0 accompagna allora J-21 a bordo di un'astronave in un viaggio sul pianeta Marte; lì la popolazione è interamente composta di esseri dalla doppia personalità, una buona e l'altra cattiva. I protagonisti incontrano una bella principessa marziana.
La travagliata avventura fornisce ai due, al loro ritorno, la fama di eroi, così a J-21 viene infine concesso il permesso di sposare l'amata.

## Produzione
Il film fu prodotto dalla Fox Film Corporation. Gli effetti speciali erano molto curati per il periodo: le scenografie ideate da Stephen Goosson e Ralph Hammeras sono spettacolari, in particolare l'enorme modello della città di New York del futuro, costato 250.000 dollari. La ricostruzione della città avveniristica, con modelli di grattacieli alti 7 metri, venne realizzata all'interno di un hangar dell'aeronautica.

## Accoglienza
Il film, una dispendiosa produzione che fa parte di una marea di film musicali a seguito della diffusione del cinema sonoro, fu un fallimento commerciale.

### Critica
(Fantafilm)